# 甯跪
甯跪（？—？），姬姓，甯氏，名跪，谥号文，又称甯文仲，中国春秋时期卫国的大夫，季亹的孫子，甯莊子的祖父。甯氏为卿的第三代。
前688年夏，卫惠公復位，把公子黔牟放逐到成周，放甯跪放逐到秦國，杀死了左公子泄、右公子职，重新即位。